# マンモラ
マンモラ（イタリア語: Mammola）は、イタリア共和国カラブリア州レッジョ・カラブリア県にある、人口約2,700人の基礎自治体（コムーネ）。

## 地理

### 位置・広がり
カタンザーロから南西に70キロメートル、レッジョ・ディ・カラブリアから北東に60キロメートルに位置している。

#### 隣接コムーネ
隣接するコムーネは以下の通り。
- アニャーナ・カーラブラ
- カーノロ
- チンクエフロンディ
- ガーラトロ
- ジッフォーネ
- グロッテリーア
- サン・ジョルジョ・モルジェート
- シデルノ

## 行政

### 分離集落
マンモラには、以下の分離集落（フラツィオーネ）がある。
- Borgo Chiusa, San Todaro, Aspalmo, Reito, Acone, Malafrinà, Piani di Canalo, Cerasara, Pilla, Villaggio Limina, San Nicodemo, Cardeto, San Filippo, Santa Barbara, Neblà, Brucuvelano, Celano, Russo, Giacco, Caderni, Sansone, San Sergio.

## 友好都市
- メズドラ、ブルガリア
- Saint Clair du Rhone、フランス